# Aleksandr Grišin
Aleksandr Sergeevič Grišin (in russo Александр Сергеевич Гришин?; Mosca, 18 novembre 1971) è un allenatore di calcio ed ex calciatore russo, di ruolo centrocampista.

## Palmarès

### Giocatore

#### Competizioni nazionali
- Pervaja Liga: 1

CSKA Mosca: 1989
- Coppa dell'URSS: 1

CSKA Mosca: 1990-1991
- Campionato sovietico: 1

CSKA Mosca: 1991
- Pervenstvo Futbol'noj Nacional'noj Ligi: 2

Šinnik: 2001
Rubin: 2002